# 謝傑 (南漢)
謝傑，五代十国南汉官员。
謝傑在南汉官至高州（治今广东省高州市长坡镇）刺史。境内多虎，夜入城中爲害。謝傑一天沐浴后前去城隍神祠，舉酒祈祷：“愚民何辜被虎暴，这是刺史没有德化。願虎只吃刺史，不要伤害愚民。”于是屏去左右，獨宿于殿庭。当夜，漏壶漏三下（午夜），廟東南隅忽然发出物吼聲如雷，很久才停止，第二天天明去看，几个老虎都死了。